# Calcarobiotus polygonatus
Calcarobiotus polygonatus är en djurart som tillhör fylumet trögkrypare, och som först beskrevs av Maria Grazia Binda och Adalgisa Guglielmino 1991.  Calcarobiotus polygonatus ingår i släktet Calcarobiotus och familjen Macrobiotidae. Inga underarter finns listade i Catalogue of Life.